# 基礎生物学研究所
基礎生物学研究所（きそせいぶつがくけんきゅうじょ、英語: National Institute for Basic Biology）は、自然科学研究機構を構成する、愛知県岡崎市にある大学共同利用機関である。
基礎生物学分野における日本の中核的な国立研究所である。生物現象の本質を分子細胞レベルで解明することを目標に、幅広い研究活動を行っている。国家事業であるナショナルバイオリソースプロジェクトのメダカ分野を担当している。

## 概要
2010年4月現在、以下の7つの研究領域と技術課を有している。
- 研究領域
  - 細胞生物学領域
  - 発生生物学領域
  - 神経生物学領域
  - 進化多様性生物学領域
  - 環境生物学領域
  - 理論生物学領域
  - イメージングサイエンス研究領域

また、ラジオアイソトープ実験センター、生命創成探究センターとも連携している。
経理など管理業務は岡崎統合事務センターで行われている。総合研究大学院大学の大学院生に対する教育も実施している。

## 沿革
- 1977年5月2日 - 文部省生物科学総合研究機構の研究機関として基礎生物学研究所が創設される[5]。
- 1981年4月 - 生物科学総合研究機構は分子科学研究所と統合され岡崎国立共同研究機構となる。
- 2004年4月 - 統合再編及び法人化により、大学共同利用機関法人自然科学研究機構設立。

## 歴代所長
| 代   | 氏名         | 就任日        | 退任日        | 備考                                      |
| ---- | ------------ | ------------- | ------------- | ----------------------------------------- |
| 初代 | 桑原万寿太郎 | 1977年5月2日  | 1983年3月31日 | 1981年4月、岡崎国立共同研究機構長を兼職。 |
| 2代  | 金谷晴夫     | 1983年4月1日  | 1984年2月13日 | 在職中に死去。                            |
| 3代  | 岡田節人     | 1984年10月    |               |                                           |
| 4代  | 竹内郁夫     | 1989年7月     | 1995年3月31日 | 1995年、岡崎国立共同研究機構長に就任。    |
| 5代  | 毛利秀雄     | 1995年4月1日  | 2001年3月31日 |                                           |
| 6代  | 勝木元也     | 2001年4月1日  | 2007年3月31日 |                                           |
| 7代  | 岡田清孝     | 2007年4月1日  | 2013年3月31日 |                                           |
| 8代  | 山本正幸     | 2013年10月1日 | 2019年3月31日 |                                           |
| 9代  | 阿形清和     | 2019年4月1日  |               |                                           |

## 一般公開

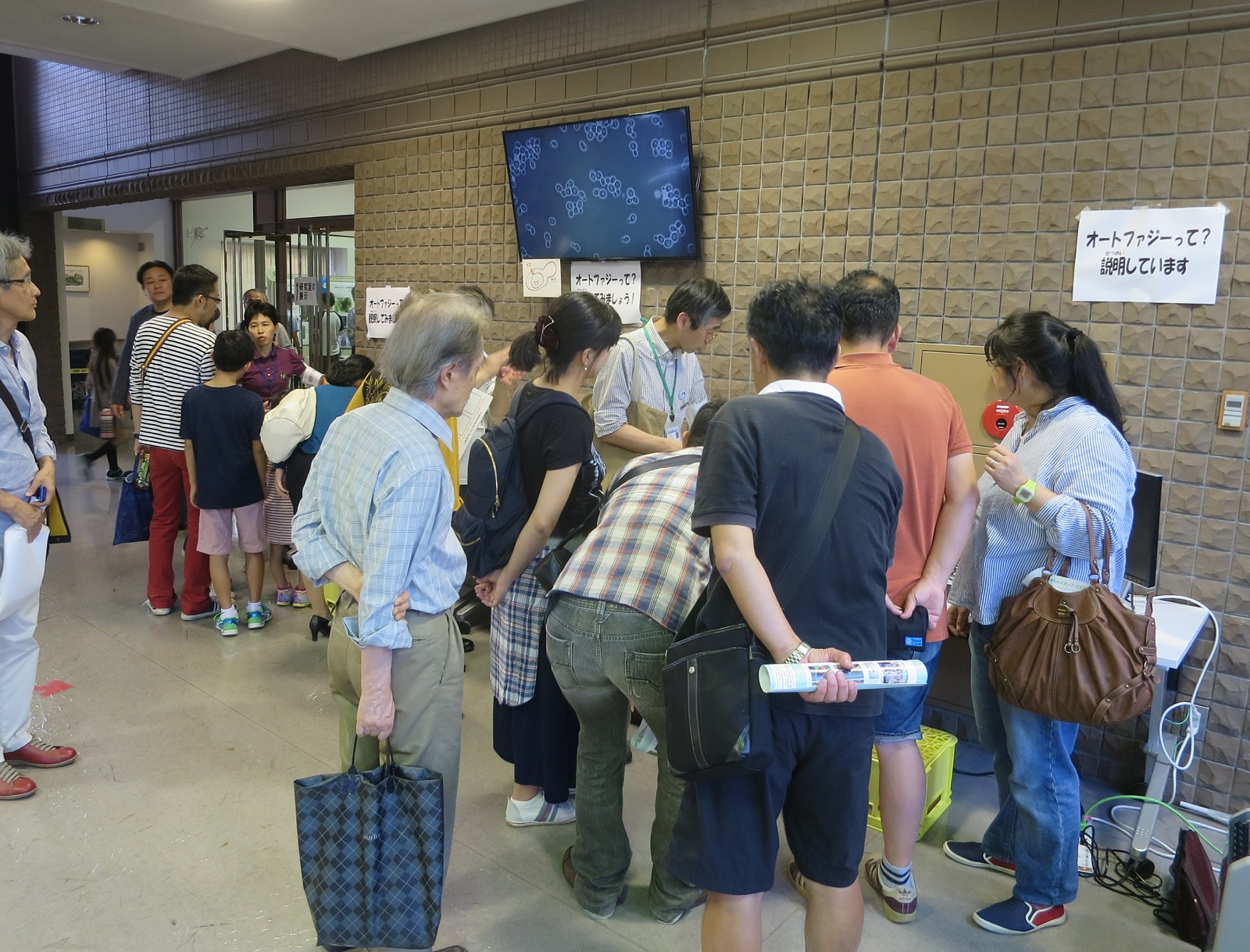
一般公開、大隅良典教授コーナー（2016年）

3年に1度、秋に研究施設の一般公開が行われる。直近では2022年10月1日に開催された。2016年10月8日での一般公開では、5日前の10月3日、基礎生物学研究所に13年間所属した大隅良典がノーベル生理学・医学賞を受賞したため、一般公開イベント当日は訪問者が途切れず開催時間が1時間延長された。

## アクセス
名古屋鉄道本線東岡崎駅が最寄り駅。東海道新幹線豊橋駅、名古屋駅（あるいは金山駅までJR東海道線か中央線で行っても良い）にて名鉄本線へ乗り換えで、いずれも30分程度。中部国際空港からは東岡崎駅へは名鉄が利用できる他、直行バスもある。いずれも1時間程度。駅から南口を出て徒歩5分程度。